# Fluocinolon-acetonid
A fluocinolon-acetonid (INN: fluocinolone acetonide) egy kortikoszteroid gyógyszer, melyet főleg a bőrgyógyászatban használnak, bőrgyulladások és viszketés kezelésére.
A fluocinolon szintetikus hidrokortizon származék.
A szteroid-váz 9-es ligandumjának fluorra való cseréje nagyban növeli a hatékonyságot. A bőrgyógyászatban általában 0,01–0,025%-os töménységű kenőcsökben használják.
A VIII. Magyar Gyógyszerkönyvben   Fluocinoloni acetonidum    néven hivatalos.  

## Készítmények
- Synalar (Bioglan)
- Flucinar (Jelfa)